# Homaea elegans
Homaea elegans là một loài bướm đêm trong họ Noctuidae.